# Lagertha

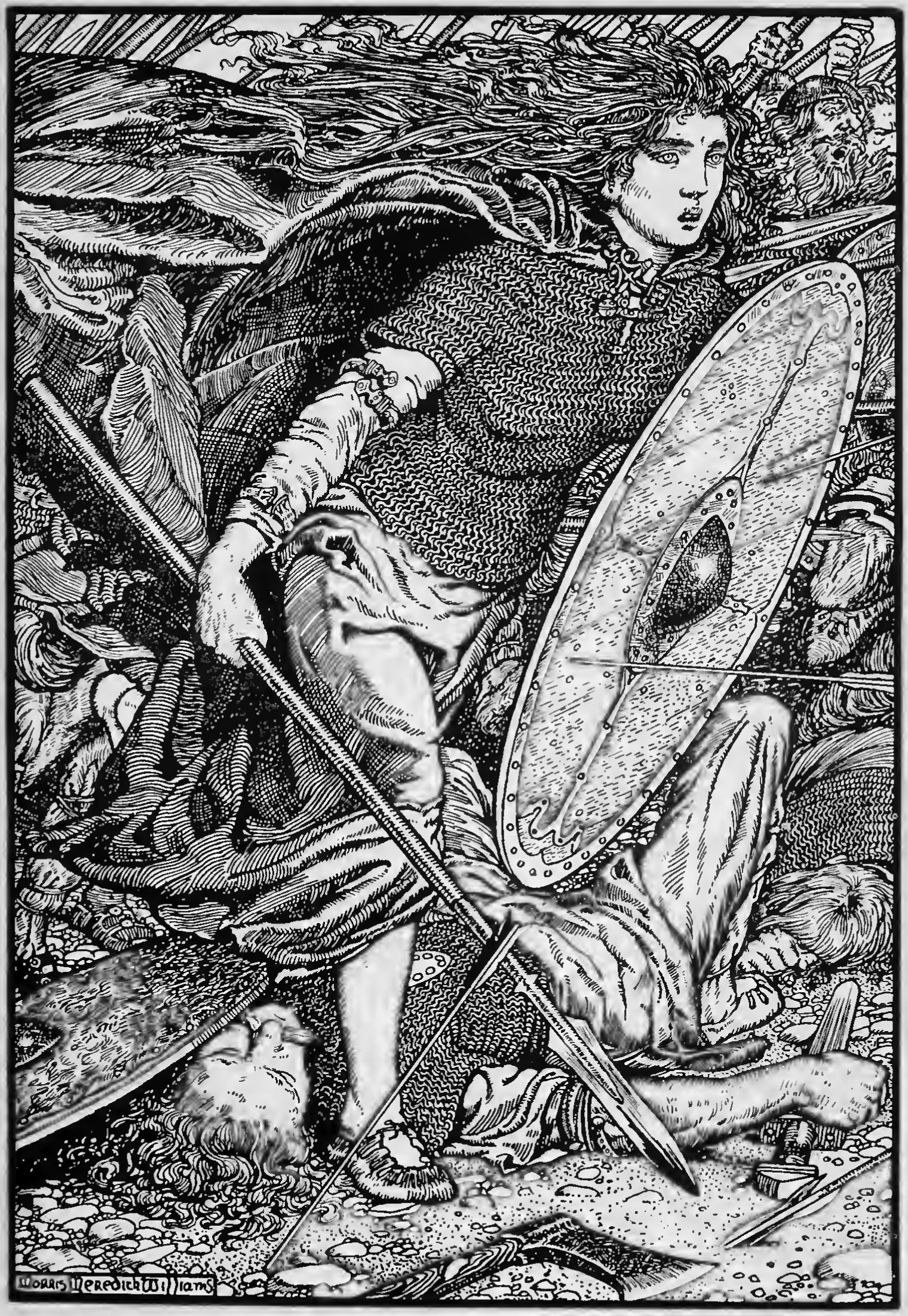
Lagertha, litografia de Morris Meredith Williams (1913)

Lagertha foi, de acordo com as lendas locais, uma skjaldmö ("mulher guerreira que usava escudo") viking que viveu no território da atual Noruega, tendo sido a primeira esposa do célebre guerreiro viking Ragnar Lodbrok. Sua história, tal como registrada pelo cronista Saxão Gramático, no livro Feitos dos Danos, século XII, pode refletir diversos contos sobre Þorgerðr Hölgabrúðr, uma divindade nórdica.

Seu nome, registrado por Saxão no latim como Lathgertha, provavelmente é uma latinização do nórdico antigo Hlaðgerðr (Hladgerd). Costuma ser mencionada com frequência nas fontes de língua inglesa como Lagertha, embora também tenham sido registradas as formas Ladgertha e Ladgerda, entre outras.

## A lenda
Segundo Feitos dos Danos, de Saxão Gramático, era uma guerreira e reconhecida valquíria, esposa de Ragnar Lodbrok. A sua carreira bélica teve início quando Frø, um caudilho tribal dos suíones, invadiu Noruega e matou um conde por volta do ano 840. Frø anunciou que as mulheres da família do conde deviam fazer parte de um bordel. Quando Ragnar Lodbrok combate contra Frø com o seu exército para vingar a morte do seu avô Sivardo, numerosas mulheres vítimas de abuso vestiram-se de homens e fugiram para o acampamento de Ragnar para que evitassem a humilhação, algumas das quais se juntaram aos homens em batalha.

## Ragnar Lodbrok
Lagertha uniu-se às forças de Ragnar para combater, deixando com isso uma notável impressão no seu caudilho viquingue:
Ladgerda, uma surpreendente e bem preparada skjaldmö que, como mulher, teve a coragem de um homem, lutando na frente entre os mais corajosos, com o seu comprido cabelo sobre os ombros. Todos se surpreendiam com as suas  proezas insuperáveis, pois seus cabelos descendo pelas costas denunciavam a sua condição de mulher.
Impressionado com a sua destreza, Ragnar cortejou-a. Lagertha mostrou interesse, mas quando Ragnar pediu a sua mão, deparou-se com um urso e um grande cão protegendo a sua residência. Ragnar matou o urso com a sua lança e deixou o cão ferido até que morresse, e deste modo conquistou a mão de Lagertha. Segundo Saxão Gramático, Ragnar teve um filho com Lagertha, Fridleif, e duas filhas das quais os seus nomes não são conhecidos.

## Na cultura popular
- Lagertha é uma personagem da série de televisão Vikings do canal History, na qual é interpretada pela atriz Katheryn Winnick.